# 콸리아노
콸리아노(이탈리아어: Qualiano)는 이탈리아 캄파니아주 나폴리현에 위치한 코무네다. 나폴리로부터 북서쪽으로 13km 거리에 있다.